# Теорема компенсации
 Теорема компенсации  — теорема, позволяющая осуществлять преобразование линейных электрических цепей.

## Формулировка
В любой электрической цепи без изменения токораспределения в ней сопротивление может быть заменено эквивалентным источником ЭДС. Величина ЭДС равна произведению сопротивления на ток, протекающий через это сопротивление. А направление ЭДС будет противоположным к направлению тока, протекающего через это сопротивление.

## Доказательство
Выделим из электрической схемы одну ветвь с сопротивлением {\displaystyle R}, по которой течет ток {\displaystyle I}. Если в выделенную ветвь включить два одинаковых и противоположно направленных источника ЭДС {\displaystyle E}, численно равных падению напряжения в сопротивлении {\displaystyle R} от тока {\displaystyle I} {\displaystyle E=IR}, то ток {\displaystyle I} в цепи от этого не изменится. При этом разность потенциалов в цепи между точкой подключения сопротивления и точкой подключения источника ЭДС с направлением, противоположным току в ветви, будет равна нулю. Действительно, {\displaystyle \varphi _{c}=\varphi _{a}-IR+E=\varphi _{a}-IR+IR=\varphi _{a}}. Но если {\displaystyle \varphi _{c}=\varphi _{a}}, то точки {\displaystyle a} и {\displaystyle c} можно объединить в одну точку и оставить вместо сопротивления источник ЭДС {\displaystyle E=IR}. 